# Giulia Lama

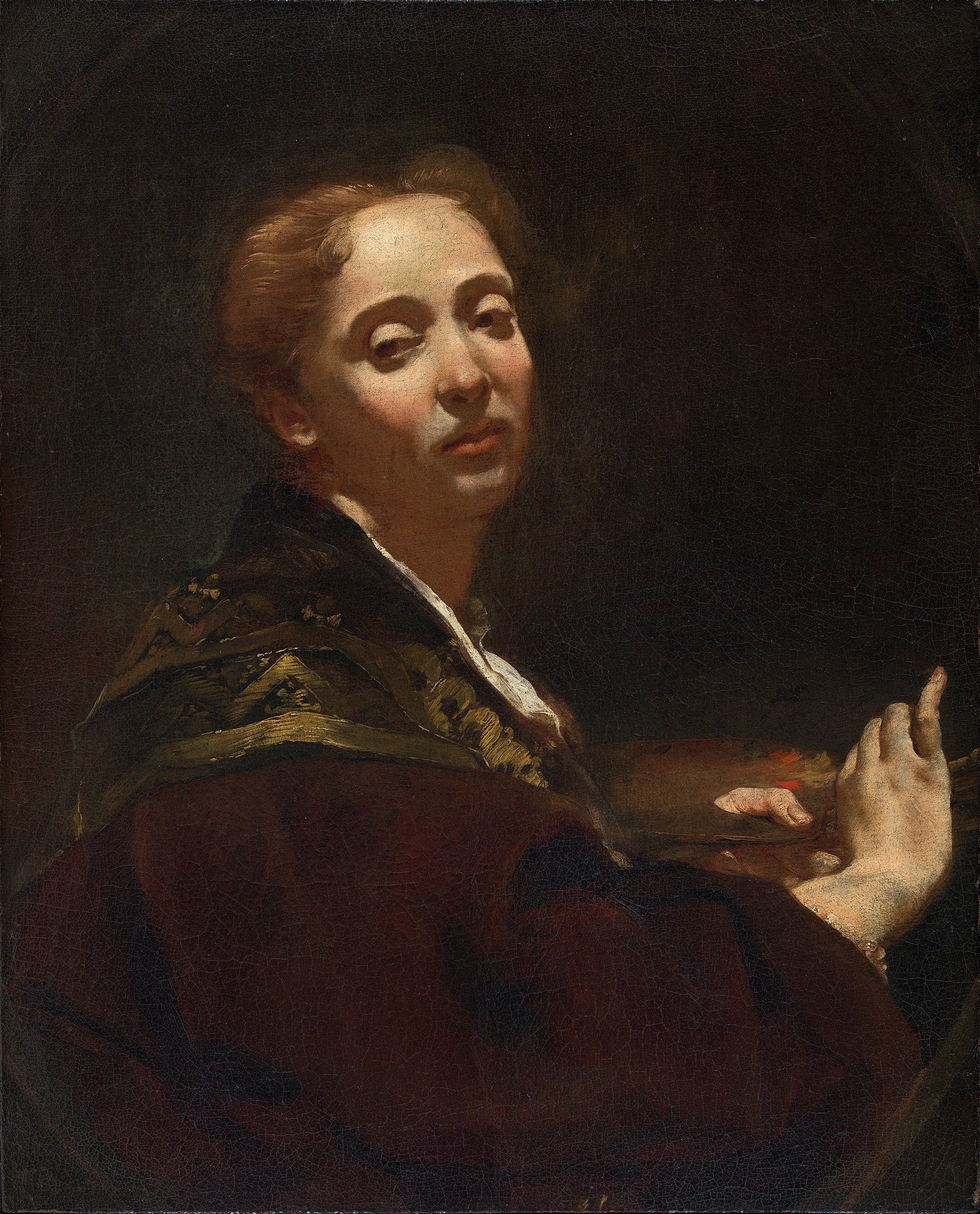
Giambattista Piazzetta: Porträt der Giulia Lama, ca. 1715–20, Öl auf Leinwand, 69,4 × 55,5 cm, Museo Thyssen-Bornemisza, Madrid

Giulia Lama (eigtl. Giulia Elisabetta Lama; * 1. Oktober 1681 in Venedig; † 7. Oktober 1747 ebenda) war eine italienische Malerin des Spätbarock aus der venezianischen Schule.

## Leben
Sie wurde als erste Tochter des Malers Agostino Lama (gest. 1714) und der Valentina dell'Avese (gest. 1723) am 1. Oktober 1681 in der Calle Lunga in der venezianischen Gemeinde von Santa Maria Formosa geboren und am 6. Oktober getauft; ihr Taufpate war der Maler Niccolò Cassana. Giulia hatte vier Geschwister: Cecilia, Niccolò, Pietro und Lucia.
Über ihr Leben ist nur wenig bekannt. Sie wohnte von ihrer Geburt bis zu ihrem Tode immer in derselben Straße und war anscheinend nie verheiratet. Laut Antonio Conti führte sie ein sehr zurückgezogenes Leben („dans une très forte retraite“), studierte in ihrer Jugend Mathematik und besaß eine verfeinerte Beredsamkeit, Esprit und Kultur, war jedoch körperlich nicht sehr ansehnlich. Letzteres wird durch ihr Selbstporträt (1725, Uffizien, Florenz) bis zu einem gewissen Grade bestätigt, während ein berühmtes Porträt, das Giambattista Piazzetta um 1715–20 von ihr malte (im Museo Thyssen-Bornemisza, Madrid), eine selbstbewusste, beinahe divenhafte Persönlichkeit zeigt. Ihre Beziehung zu Piazzetta ist nicht geklärt. Nicht zuletzt aufgrund stilistischer Affinitäten – beide malten in einem starken, tenebristischen Chiaroscuro – wurde manchmal vermutet, dass die Lama seine Schülerin war; andere gehen eher von einem freundschaftlich kollegialen Verhältnis und gegenseitiger Wertschätzung aus.

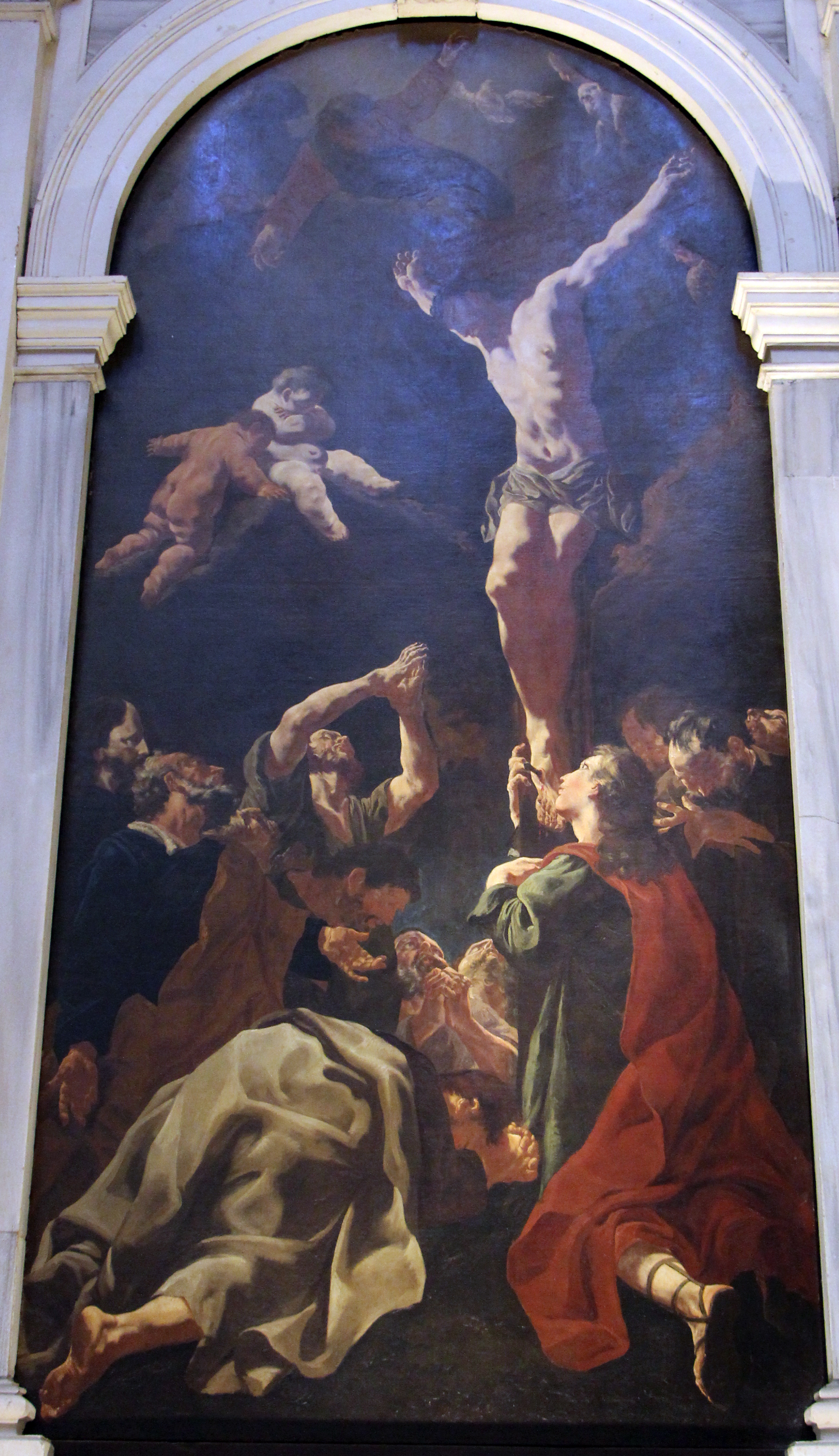
Giulia Lama: Kreuzigung mit den Aposteln, ca. 1726–1732, San Vidal, Venedig

Sehr wahrscheinlich erlernte sie die Malerei bei ihrem Vater, der ein Schüler von Pietro Della Vecchia war und „Historien, Schlachten und Landschaften“ malte. Möglich, aber nicht dokumentiert, ist auch ein Einfluss ihres Paten Cassana auf ihre künstlerische Entwicklung.
Giulia Lama wurde erst im 20. Jahrhundert von Autoren wie Pallucchini (1933, 1970, 1994), Ruggeri (1973, 1983) und Mariuz wiederentdeckt, die auch einen Werkkatalog auf der Grundlage weniger gesicherter Gemälde erstellten.
Als ihr erstes dokumentiertes Werk gilt ein von Lama gezeichnetes und von A. Zucchi 1719 als Kupferstich veröffentlichtes Porträt des Procurators Pietro Grimani.
Giulia Lama beschränkte sich nicht nur auf die für weibliche Malerinnen üblichen Gattungen, wie Porträts oder Blumen, sondern schuf sogar Altarbilder für Kirchen, was für eine gewisse Anerkennung ihrer Kunst spricht.

1722–23 malte sie das Hauptaltarbild für die venezianische Kirche Santa Maria Formosa, eine (signierte) Madonna mit Kind, den Heiligen Petrus und Bischof Magnus sowie der Venezia. Zwischen 1726 und 1732 entstand eine sogenannte Kreuzigung mit Aposteln (auch: Trinität mit Aposteln) für die venezianische Kirche San Vitale.

Verloren sind dagegen ein Christus auf dem Gang zum Kalvarienberg (um 1720 ?), den die Lama für die Chiesa del Cristo Miracoloso in Poveglia malte, sowie zwei vor 1733 entstandene Altarbilder für Santa Maria dei Miracoli und für die Scuola di San Teodoro.
Daneben widmete sie sich auch mythologischen Themen und arbeitete etwa laut Conti 1728 an einem großen Gemälde mit dem Raub der Europa.

Trotz allem erlangte Giulia Lama keine ähnliche Wertschätzung wie ihre international berühmte Kollegin, die Pastellmalerin Rosalba Carriera. Auch war Lama nie in der „fraglia“ der venezianischen Maler eingeschrieben und Conti berichtet sogar, dass sie von anderen, männlichen Malern verachtet oder „verfolgt“ wurde („persecutée par les peintres“). Es scheint, dass sie ihren Lebensunterhalt sogar durch Stickereien aufbesserte.

Giulia Lama: Judith und Holofernes, um 1730, Öl auf Leinwand, 107 × 155 cm, Accademia, Venedig

Giulia Lamas Malerei ist in einem an Piazzetta erinnernden dramatischen und dunklen Chiaroscuro gehalten; malerisch erreicht sie dabei allerdings nicht ganz die Feinheit und hohe Qualität ihres bedeutenden Kollegen. Die ihr heute zugeschriebenen etwa 30 Gemälde zeigen oft Diagonalkompositionen. Einige Autoren heben auch ihre männlichen Akte hervor, die tatsächlich für eine weibliche Künstlerin ihrer Zeit ungewöhnlich sind.
Von der allgemeinen Kultiviertheit der Malerin zeugt die Tatsache, dass Luisa Bergalli 1726 drei Sonette und zwei Canzonen von Giulia Lama veröffentlichte, in der Sammlung Componimenti poetici delle più illustri rimatrici di ogni secolo („Poetische Kompositionen der berühmtesten Dichterinnen aller Jahrhunderte“).
Giulia Lama starb am 7. Oktober 1747, wenige Tage nach ihrem 66. Geburtstag, an „akutem Fieber mit Hautentzündungen und Krämpfen“ („febre acuta con affetto cutaneo, che degenerò in convulsivo“) (Bortolan, S. 187) und wurde in Santi Giovanni e Paolo bestattet. Ihrer Schwester Cecilia vermachte sie all ihr Hab und Gut, darunter Miniaturbilder, Porträts und religiöse Gemälde von ihrer eigenen Hand.

## Bildergalerie

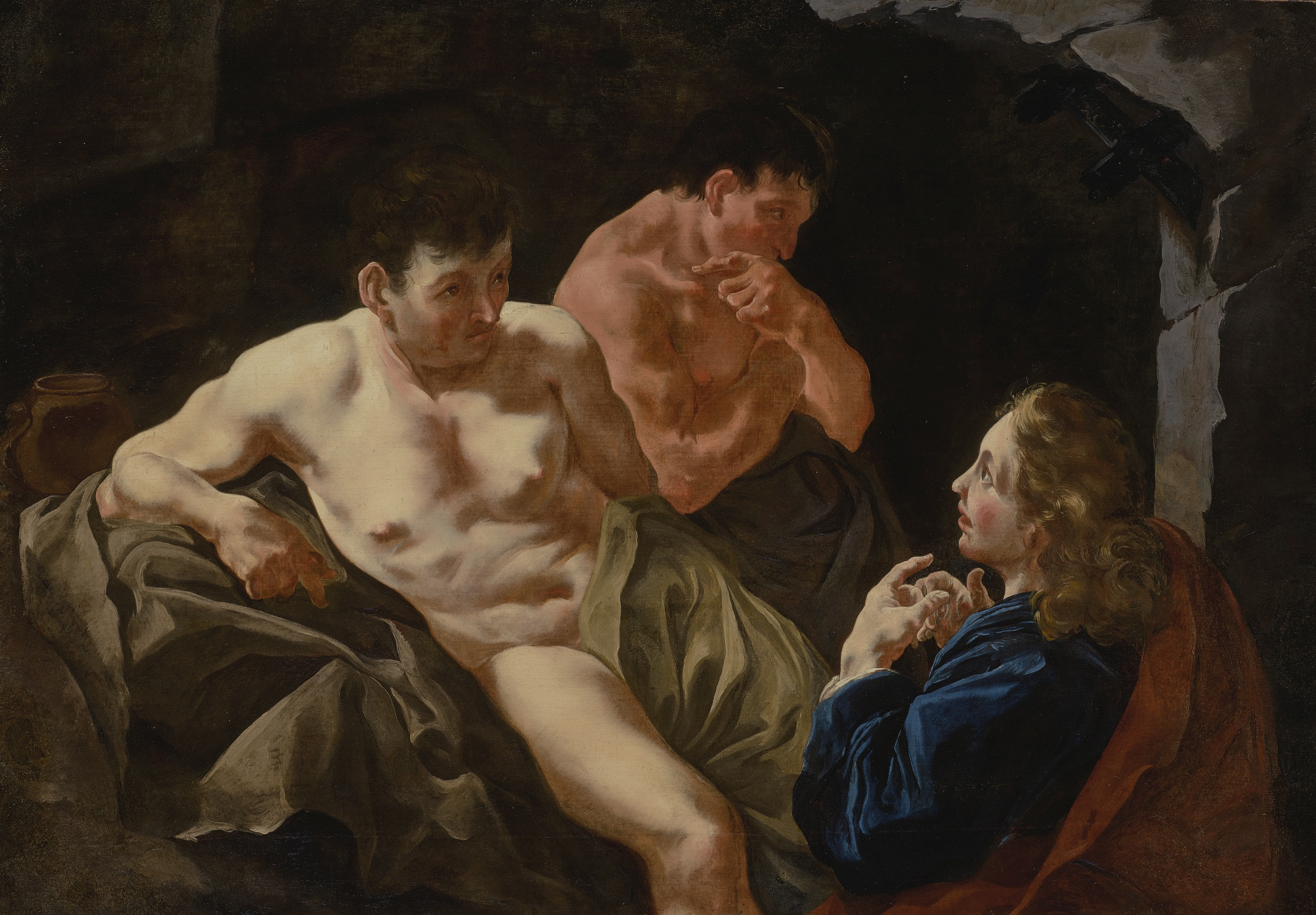
Giulia Lama: Joseph deutet den Traum des Eunuchen, ca. 1730er Jahre, Öl auf Leinwand, 106,7 × 154,8 cm, Privatsammlung
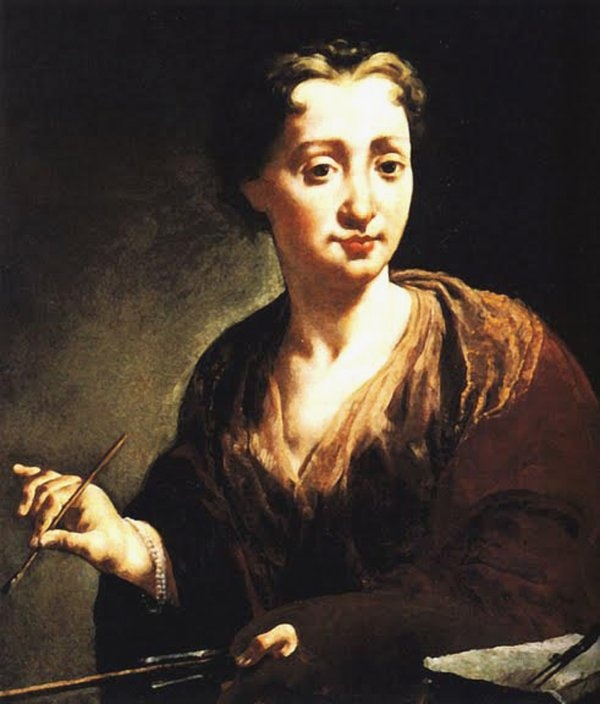
Giulia Lama: Selbstporträt, um 1725, Öl auf Leinwand, 73,0 × 60,5 cm, Uffizien, Florenz
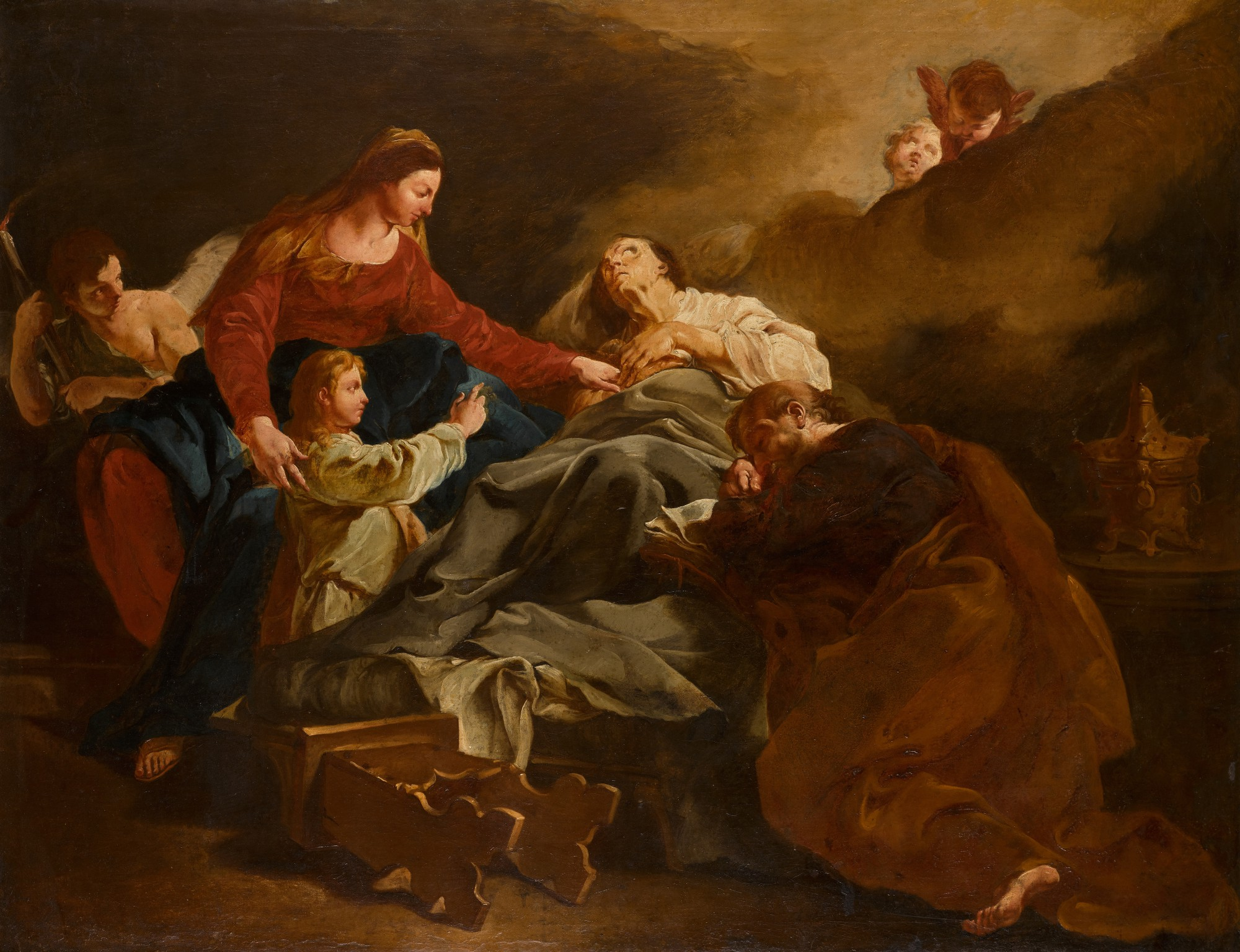
Giulia Lama: Tod der hl. Anna, Öl auf Leinwand, 116,5 × 151,1 cm, Privatsammlung (?)